# Champdeuil
Champdeuil település Franciaországban, Seine-et-Marne megyében. Lakosainak száma 735 fő (2022. január 1.). Champdeuil Crisenoy, Saint-Germain-Laxis, Soignolles-en-Brie, Yèbles és Lissy községekkel határos.

## Népesség
A település népességének változása:
| Lakosok száma | 712  | 725  | 733  | 726  | 727  | 727  | 731  | 731  | 735  |
|               | 2013 | 2015 | 2016 | 2017 | 2018 | 2019 | 2020 | 2021 | 2022 |